# Manziana
Manziana é uma comuna italiana da região do Lácio, província de Roma, com cerca de 5.766 habitantes. Estende-se por uma área de 23 km², tendo uma densidade populacional de 251 hab/km². Faz fronteira com Bracciano, Canale Monterano, Oriolo Romano (VT), Tolfa.

## Demografia
| Variação demográfica do município entre 1861 e 2011                               |
|                                                                                   |
| Fonte: Istituto Nazionale di Statistica (ISTAT) - Elaboração gráfica da Wikipedia |